# Szép Ilonka (színművész)
Szép Ilonka, született: Findura Ilona Jolán (Budapest, 1921. május 5. – Folsom,  Kalifornia, USA, 2003. június 18.) magyar színésznő.

## Életpályája
Eredeti neve Findura Ilona Jolán, művésznevét Karinthy Frigyestől kapta. 1941-ben szerzett színészi diplomát a Színművészeti Akadémián, de  már 1939-től filmezett. Pályáját az Új Magyar Színházban kezdte. 1943–44-ben a Nemzeti Színház tagja volt. 1944-ben pályája megszakadt. 1956-ban az USA-ba távozott, Kaliforniában telepedett le. Gépkocsivezető, majd ápolónő lett, de néhány alkalmi színházi fellépést is vállalt. Primadonnákat és drámai hősnőket egyaránt megformált.

## Fontosabb színházi szerepei
- Fényes Szabolcs: Vén diófa... Judit
- Gerhart Hauptmann: Henschel fuvaros... Wermelskirch Franciska
- Alexandre Dumas: A kaméliás hölgy... Olympe
- Victorien Sardou: Szókimondó asszonyság... Mária Carolina

## Filmes szerepei
- Tökéletes férfi (1939)... Riporternő
- Az utolsó Vereczkey (1940)... Titkárnő
- Cserebere (1940)... Vera barátnője
- Zárt tárgyalás (1940)... Vendéghölgy
- Európa nem válaszol (1941)... Szobalány
- Az ördög nem alszik (1941)... Klári
- Az éjszaka lánya (1943)... Sári
- Jómadár (1943)... Mohácsi Olga
- Sári bíró (1943)... Manci